# Marina Semiónova
Marina Timoféievna Semiónova (Марина Тимофеевна Семёнова) (San Petersburgo, 12 de junio de 1908 - 9 de junio de 2010, Moscú) fue una célebre bailarina clásica rusa. 
Se la considera la primera gran bailarina emergida de la era soviética y responsable de haber "salvado" la tradición clásica cuando en 1918 la Revolución Rusa estuvo a punto de prohibir el arte del ballet, por considerarlo «burgués». Entonces, el ministro de Educación Anatoli Lunacharski y su comitiva quedaron tan impresionados con una actuación de Semiónova que decidieron apoyar esa disciplina artística.
Semiónova había estudiado con la legendaria Agrippina Vagánova en Petrogrado, graduándose en 1925 y convirtiéndose en estrella del Ballet Kírov de San Petersburgo. En su momento se la consideró la sucesora de bailarinas imperiales como Anna Pávlova, Olga Preobrazhénskaya y Tamara Karsávina. 
Formó parte del cuerpo de baile del Teatro Bolshói a partir de 1930, donde debutó con La Bayadera. En 1935, en París, fue una aclamada Giselle con Serge Lifar, impresionando vivamente al novelista Stefan Zweig
Famosa como Odette-Odile en El lago de los cisnes, Raymonda, Aurora en La bella durmiente del bosque, Kitri en Don Quijote, Nikiya en La bayadera, Esmeralda, Cenicienta y otras, también actuó en varias películas.
Se retiró en 1952 para dedicarse a la enseñanza; entre sus pupilas directas figuran Maya Plisétskaya, Marina Kondrátieva (su sucesora directa en el Bolshói), Nina Timoféyeva, Natalia Bessmértnova, Nadezhda Pávlova, Nina Sorókina, Ludmila Semenyaka y Nina Ananiashvili.
Fue artista del pueblo de la URSS y recibió el Prix Benois de la Danse.
En 1941 recibió el Premio Stalin. Se retiró de la docencia a los 96 años. 
El Bolshói celebró su centenario con una gala y un documental, murió tres días antes de cumplir 102 años.
Su primer marido fue Víctor Semiónov —partenaire de Olga Spesívtseva— y su segundo, el diplomático Lev Karaján, víctima de las purgas estalinistas, condenado y fusilado en 1937. Con su tercer marido, el actor Vsévolod Axiónov, tuvo una hija, Yekaterina Axiónova, que fue bailarina del Bolshói.